# Tetraedrita
La tetraedrita es un mineral del grupo de los sulfuros. Es un antimoniosulfuro de hierro y cobre, de color muy oscuro.
Es el extremo con antimonio de una serie de solución sólida cuyo otro extremo lo ocupa la tennantita con al arsénico -ver fórmulas en la tabla adjunta. Es casi imposible ver en la naturaleza ambos extremos de la serie en estado puro, lo normal es ver una serie de variedades intermedias. De los dos, la tetraedrita es más común.
También hay variedades por sustitución de otros elementos en la estructura molecular, frecuentemente hierro y cinc, y menos frecuente plata, mercurio y plomo. La variedad freibergita es muy codiciada pues, aunque es muy rara, puede contener hasta un 18% de plata. La variedad annivita tiene bismuto.
El nombre se deriva de su forma cristalina, con tetraedros bien visibles. Se describió por primera vez en 1845 en Sajonia, Alemania.

## Historia

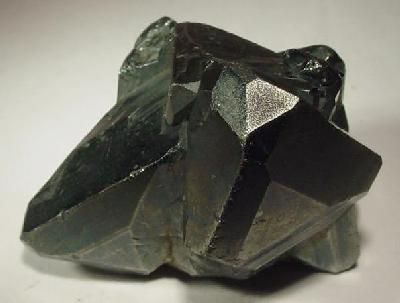
Mina Colquechaca (Aullagas), Bolivia (3,7 x 3 x 3 cm)

La tetrahedrita fue descrita por Wilhelm Karl Ritter von Haidinger en 1845.  El nombre se deriva del griego  "tetraedron", 'pirámide', refiriéndose a la forma tetraédrica de los cristales, es decir, se explica por el adjetivo griego tetra, 'cuatro', y el sustantivo griego edra, 'cara'.
El topotipo está representado por las minas de Freiberg.
Fue descrito por el nombre latino de "argentum rude album" o "blanco grosero de plata" por el ingeniero de minas Georg Bauer, alias Georgius Agricola, en 1546, ya que este mineral a menudo masivo de aspecto granular puede contener pequeñas cantidades de plata o ser confundido con la freibergita que contiene de manera significativa. Fue designado en especial a causa de su color grisáceo como el "Fahlerts", es decir, de fahlerz, de mineral (Erz) ceniciento o de ceniza (Fahl) por el químico y mineralogista sueco Johan Gottschalk Wallerius en 1747, además de varias apelaciones químicas resultado de los análisis químicos de la época. Desde 1758 su colega Axel Cronstedt generaliza este nombre técnico del grupo de minerales en el mundo científico germánico.
En el anglosajón, Fahlerz o Fahlerts se transformó en "fahlores".

## Ambiente de formación

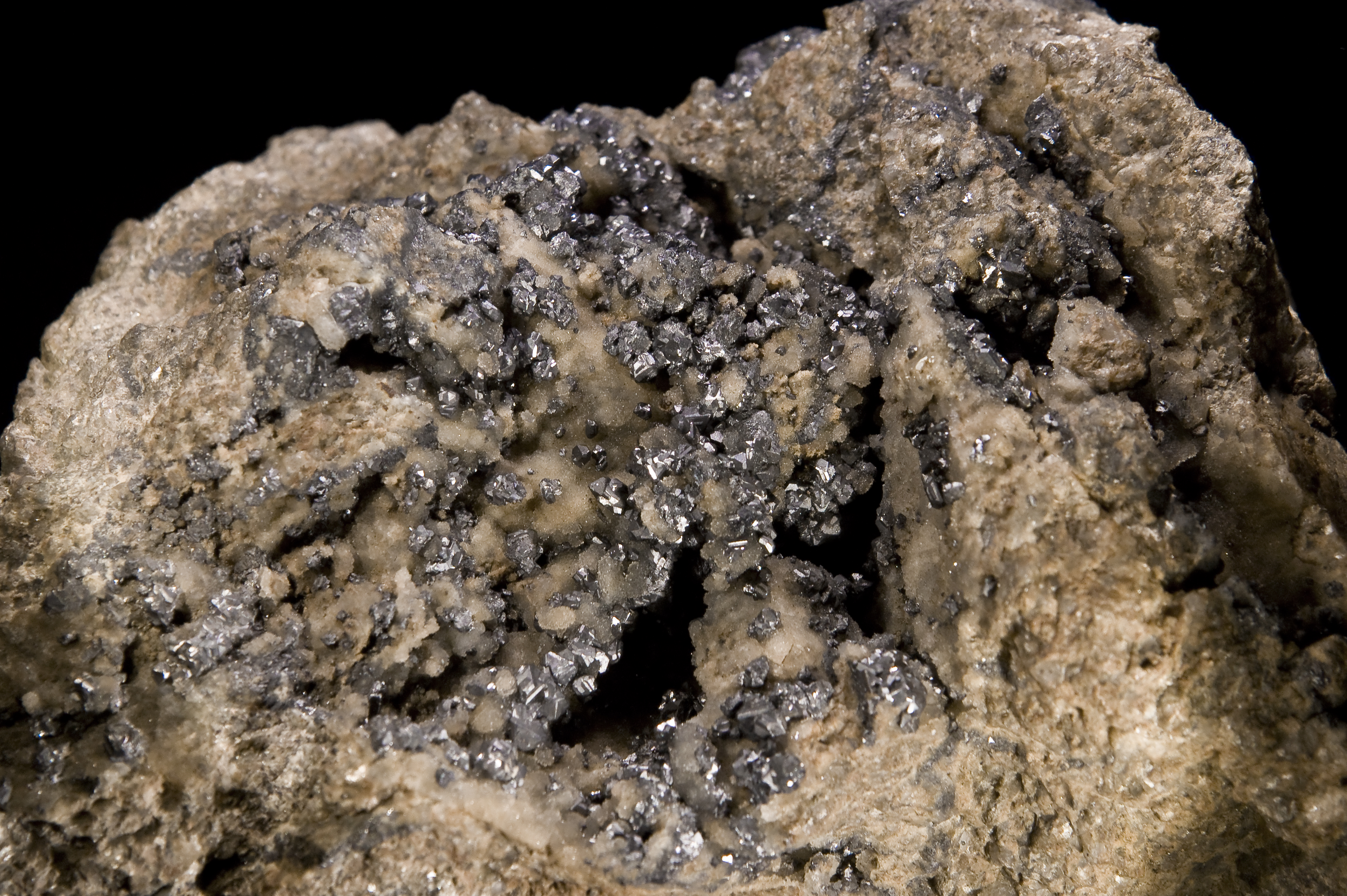
Schwartzite - Kirchheimbolanden Alemania (10x6 cm)

La tetraedrita aparece en vetas hidrotermales, a temperaturas bajas a moderadas. También se puede encontrar en algunos depósitos de metamorfismo de contacto. Normalmente asociado a minerales de cobre, plata, plomo y zinc.
Aportan información a los geólogos sobre las condiciones en que se formaron los yacimientos, pues a medida que la temperatura va decreciendo estos minerales se van enriqueciendo en mercurio y plata.

## Localización y extracción
Se encuentran grandes cristales en Cavnic (Rumanía), Boliden (Suecia), la República Checa, Namibia, Estados Unidos, Bolivia y Perú. Las variedades con plata se encuentran en Alemania, Austria y Perú (Ancash y Arequipa). En España se encuentra en las antiguas minas de Alpartir (Zaragoza), con contenidos de plata que a veces superan el 1%.
La tetraedrita es un mineral importante en la industria minera del cobre y a menudo se emplea también para extraer plata, mercurio y antimonio. También se extraen ciertas variedades como menas de telurio y otras de estaño.